# Azione del 28 settembre 1644
L’Azione del 28 settembre 1644 fu una battaglia navale che ebbe luogo il 28 settembre 1644 a circa 70 miglia nautiche (110 km) da Rodi tra sei galee dei cavalieri di Malta al comando di Boisbaudran ed un convoglio di navi ottomane.

## La battaglia
Le navi maltesi San Lorenzo, Santa Maria e Vittoria attaccarono un galeone turco, mentre la San Giuseppe e la San Giovanni catturarono una nave più piccola ed una "capitana" che si rivelò essere poi greca, prima di tornare per combattere il galeone turco. Dopo 7 ore di combattimenti, il galeone venne catturato con a bordo 220 morti ed il resto dell'equipaggio. Il comandante maltese, Boisbaudran, rimase ucciso nello scontro, ed il suo posto venne preso temporaneamente dall'ufficiale più anziano, Cotoner, capitano della San Lorenzo. Le perdite maltesi ammontarono a 82 morti e 170 feriti. Sul viaggio di ritorno verso casa, la flotta maltese incontrò diverse tempeste ed il galeone strappato ai turchi venne abbandonato nei pressi dell'isola di Malta e finì per incagliarsi sulle coste calabre.

## Ripercussioni

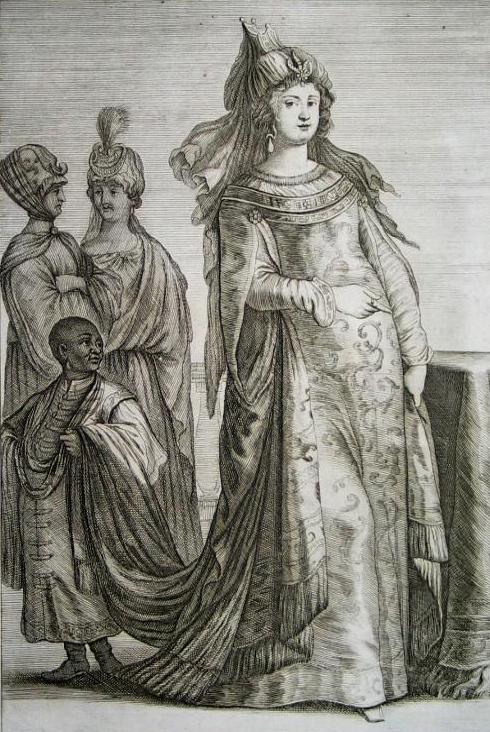
Incisione del 1647 tratta dal Theatrum Europaeum raffigurante Zafira, moglie di Ibrahim I, la quale con suo figlio Osman, venne condotta prigioniera a Malta dai Cavalieri Ospitalieri.

Il convoglio turco che venne attaccato dalle forze maltesi era partito da Costantinopoli ed era diretto ad Alessandria d'Egitto, e trasportava diversi pellegrini religiosi musulmani diretti a La Mecca per l'annuale adorazione della Pietra Nera, il Kizlar Agha Sünbül Agha ed una donna, considerata dai cavalieri maltesi una delle mogli del sultano Ibrahim I ed il suo giovane figlio, erede quindi del trono ottomano. Quest'ultima notizia è stata a lungo oggetto di disputa tra gli storici in quanto molti pensavano che si trattasse in realtà della moglie e/o schiava di Sünbül Agha e nutrice di Mehmet IV. Alcuni testi storici ne hanno tramandato il nome, Zafira, e suo figlio Osman, nato il 2 gennaio 1642 - tre mesi prima di Mehmet IV (il che avrebbe reso Osman il primogenito di Ibrahim I e quindi legittimo erede al trono ottomano). I cittadini di Manfredonia, credettero che si trattasse invece di una ragazza locale, Giacometta Beccarino, rapita dalla città dai turchi nel 1620 (questa pratica era all'epoca comune tra gli ottomani; ad esempio la madre, la nonna e la bisnonna di Ibrahim I erano tutte di origini non turche e provenivano dall'harem dei rispettivi mariti dove erano giunte come schiave. Ad ogni modo, a differenza di quanto sarebbe accaduto per Giacometta Beccarini, essa sarebbe stata venduta tra i 12 ed i 16 anni ed avrebbe avuto il proprio primo figlio a 17.)
Nel viaggio di ritorno in patria, il vascello maltese che trasportava le prede di guerra si fermò a Creta, all'epoca possedimento veneziano, per fare rifornimenti e sbarcare in loco parte del proprio tesoro. Gli ottomani, già colpiti dalla perdita delle loro navi, considerarono la tacita ospitalità offerta dai veneziani ai cavalieri maltesi come un atto di rottura della neutralità veneziana nello sconto e quindi dichiararono guerra alla Serenissima poco dopo.
La notizia della cattura della "moglie del sultano e di suo figlio" venne largamente pubblicizzata in Europa. Sünbül Agha rimase ucciso in battaglia e la donna morì poco dopo (alcune fonti danno come data il 6 gennaio 1646). Il bambino venne cresciuto a Malta dove rimase per diversi anni frequentando il monastero locale dove divenne noto col nome di "Padre Ottomano".

## Ordine di battaglia

### Cavalieri di Malta
- "Capitana" di Boisbaudran.
- San Lorenzo.
- Santa Maria.
- Vittoria.
- San Giuseppe.
- San Giovanni.

### Ottomani
- Un galeone – catturato e poi affondato.
- Una nave più piccola - catturata.
- Diverse altre navi.